# Luis Felipe Areta
Luis Felipe Areta Sampériz (ur. 28 marca 1942 w San Sebastián) – hiszpański lekkoatleta, trójskoczek i skoczek w dal, później ksiądz katolicki.
Odpadł w kwalifikacjach skoku w dal i trójskoku na igrzyskach olimpijskich w 1960 w Rzymie oraz na mistrzostwach Europy w 1962 w Belgradzie.
Zwyciężył w skoku w dal i w trójskoku na igrzyskach śródziemnomorskich w 1963 w Neapolu. Zdobył brązowy medal w trójskoku na letniej uniwersjadzie w 1963 w Porto Alegre.
Na igrzyskach olimpijskich w 1964 w Tokio zajął 6. miejsce w skoku w dal oraz odpadł w kwalifikacjach trójskoku. Zajął 4. miejsce w skoku w dal na europejskich igrzyskach halowych w 1966 w Dortmundzie. Na kolejnych europejskich igrzyskach halowych w 1967 w Pradze odpadł w kwalifikacjach trójskoku.
Zwyciężył w trójskoku na igrzyskach śródziemnomorskich w 1967 w Tunisie. Zdobył brązowy medal w tej konkurencji na europejskich igrzyskach halowych w 1968 w Madrycie, przegrywając jedynie z reprezentantami Związku Radzieckiego Nikołajem Dudkinem i Wiktorem Saniejewem. Zajął 12. miejsce w trójskoku na igrzyskach olimpijskich w 1968 w Meksyku.
Zajął 5. miejsce w trójskoku na halowych mistrzostwach Europy w 1971 w Sofii oraz 10. miejsce w tej konkurencji na mistrzostwach Europy w 1971 w Helsinkach. Zajął 4. miejsce w trójskoku na igrzyskach śródziemnomorskich w 1971 w Izmirze.
Był mistrzem Hiszpanii w skoku w dal w 1960, 1962, 1967 i 1971 oraz w trójskoku w latach 1959–1962, 1964, 1967, 1968, 1970 i 1971, a w hali mistrzem Hiszpanii w skoku w dal w 1966 oraz w trójskoku w 1968, 1970 i 1971.
21 razy poprawiał lub wyrównywał rekord Hiszpanii w trójskoku, doprowadzając go do wyniku 16,36 m (2 lipca 1968 w Sztokholmie). Jako pierwszy hiszpański trójskoczek pokonał barierę 15 metrów (w 1960) i 16 metrów (w 1964). Czterokrotnie poprawiał rekord Hiszpanii w skoku w dal aż do rezultatu 7,77 m (4 lipca 1963 w Helsinkach).
W 1980 przyjął święcenia kapłańskie. Należy do Opus Dei.